# In ons café
In ons café is een single van de Nederlandse zangers Frans Duijts en Django Wagner uit 2012. Het stond in hetzelfde jaar als achtste track op het album Alles met je delen van Frans Duijts.

## Achtergrond
In ons café is geschreven door Waylon van der Heijden, Frans Duijts, Django Wagner en Frank van Weert en geproduceerd door Tom Peters. Het lied gaat over de gezelligheid van een café. In het lied zingen de zangers over elkaar en hoe goed ze met elkaar bevriend zijn. Er worden referenties naar twee nummers in het lied gemaakt; Jij denkt maar dat jij alles mag van mij van Duijts en Kali van Wagner. Het is de eerste keer dat de zangers met elkaar samenwerken. Vijf jaar na het nummer vormden ze samen met Peter Beense het muziektrio Echte Vrienden. De B-kant van de single is een nummer van Duijts getiteld Papa, geschreven door Jan Rooymans, Duijts en Bernhard Wittgruber. Het stond in 2016 op het album Tijdloos. 

## Hitnoteringen
De zangers hadden bescheiden succes met het lied. Het kwam tot de 29e plaats van de Single Top 100 en stond acht weken in deze lijst.